# Dissopsalis
Dissopsalis is een geslacht van uitgestorven roofzoogdieren uit de orde Creodonta. Er zijn twee soorten bekend, D. carnifex en D. ruber, die in het Mioceen in Kenia, Pakistan, India en China leefden. 
Dissopsalis is de laatst bekende creodont en dit geslacht leefde tijdens het Mioceen in China samen met de verwante Hyaenodon weilini, een soort uit het zeer succesvolle geslacht Hyaenodon.